# Clarence DeMar
Clarence Harrison DeMar (7. juni 1888 i Ohio – 11. juni 1958 i Massachusetts) var en amerikansk sportsudøver som deltog i de olympiske lege 1912 i Stockholm, 1924 i Paris og 1928 i Amsterdam.
Demar vandt en bronzemedalje i atletik under OL 1924 i Paris. Han kom på en tredje plads i disciplinen maraton bagefter Albin Stenroos fra Finland og Romeo Bertini fra Italien.